# 665
665 је била проста година.

## Догађаји
- Кубрат, владар (каган) Старе Велике Бугарске, умире после 33-годишње владавине. Наследио га је његов син Батбајан, који влада из Полтаве (савремена Украјина), земљама северно од Црног и Азовског мора.
- Избија сукоб између краља Сигера од Есекса и његовог брата Себија, док се боре за превласт између Мерсије и Весекса.
- Муслиманско освајање: Арапска војска (40.000 људи) напредује кроз пустињу и заузима византијски град Барку (Либија).
- Град Сеонгнам (Јужна Кореја) је преименован у Хансању.
- Ву Зетиан, супруга кинеског цара, незванично постаје апсолутна владарка елиминацијом својих политичких ривала.
- Јаруман, епископ Мерсије, послат је са хришћанским мисионарима да преобрате саксонска племена, која су се вратила паганству.
- Сигере подстиче своје поданике да одбаце хришћанство и врате се својој староседеоској вери.